# Abdoul Aziz Kaboré
Abdoul Aziz Kaboré (Ouagadougou, 1º gennaio 1994) è un calciatore burkinabé, centrocampista dello Sporting Bettembourg.

## Carriera

### Club
Ha giocato nella prima divisione lussemburghese e nella seconda divisione francese.

### Nazionale
Tra il 2015 ed il 2016 ha giocato complessivamente 3 partite in nazionale.

## Statistiche

### Cronologia presenze e reti in nazionale
| Cronologia completa delle presenze e delle reti in nazionale ― Burkina Faso | Cronologia completa delle presenze e delle reti in nazionale ― Burkina Faso | Cronologia completa delle presenze e delle reti in nazionale ― Burkina Faso | Cronologia completa delle presenze e delle reti in nazionale ― Burkina Faso | Cronologia completa delle presenze e delle reti in nazionale ― Burkina Faso | Cronologia completa delle presenze e delle reti in nazionale ― Burkina Faso | Cronologia completa delle presenze e delle reti in nazionale ― Burkina Faso | Cronologia completa delle presenze e delle reti in nazionale ― Burkina Faso |
| Data                                                                        | Città                                                                       | In casa                                                                     | Risultato                                                                   | Ospiti                                                                      | Competizione                                                                | Reti                                                                        | Note                                                                        |
| --------------------------------------------------------------------------- | --------------------------------------------------------------------------- | --------------------------------------------------------------------------- | --------------------------------------------------------------------------- | --------------------------------------------------------------------------- | --------------------------------------------------------------------------- | --------------------------------------------------------------------------- | --------------------------------------------------------------------------- |
| 6-6-2015                                                                    | Colombes                                                                    | Burkina Faso                                                                | 2 – 3                                                                       | Camerun                                                                     | Amichevole                                                                  | -                                                                           |                                                                             |
| 5-6-2016                                                                    | Moroni                                                                      | Comore                                                                      | 0 – 1                                                                       | Burkina Faso                                                                | Qual. Coppa d'Africa 2017                                                   | -                                                                           | 85’                                                                         |
| 4-9-2016                                                                    | Ouagadougou                                                                 | Burkina Faso                                                                | 2 – 1                                                                       | Botswana                                                                    | Qual. Coppa d'Africa 2017                                                   | -                                                                           | 55’                                                                         |
| Totale                                                                      |                                                                             | Presenze                                                                    | 3                                                                           |                                                                             | Reti                                                                        | 0                                                                           |                                                                             |

## Palmarès

### Club

#### Competizioni nazionali
- Campionato lussemburghese: 1

F91 Dudelange: 2021-2022